# A Journey of Meeting Love
A Journey of Meeting Love (chino: 场遇见爱情的旅行; pinyin: Yichang Yujian Aiqing de Lvxing, también conocida como "Love Journey"), es una serie de televisión china transmitido del 20 de abril del 2019 hasta el 17 de mayo del 2019 a través de Jiangsu TV y Zhejiang TV.

## Sinopsis
Cuando Li Xinyue, una trabajadora de cuello blanco, usa una gran suma de dinero para comprar el popular dibujo "Baobei" del reonombrado pintor Chu Hongfei, llama la atención de la policía, quienes sospechan que Xinyue está afiliada a una organización de narcotráfico que están investigando.
Por lo que el jefe de la policía decide enviar a su mejor oficial, Jin Xiaotian encubierto para seguirla atentamente. Durante un encuentro casual, tanto Xinyue como Xiaotian terminan uniéndose a Chu Zhihan, el hijo de Hongfei en un proyecto empresarial que los lleva en un viaje a Shangri-La, la ciudad natal de Xinyue.
Durante el viaje, Xiaotian y Xinyue terminan enamorándose, pero debido a su identidad como oficial, Xiaotian esconde sus sentimientos. Sin embargo cuando Xinyue es secuestrada por la organización de narcotraficantes mientras intentan proteger el dibujo, Xiaotian se ve forzado a revelarle su identidad y sus sentimientos hacia ella.
Juntos buscarán que la policía pueda destruir la red de narcotraficantes y limpiar el nombre del padre de Xinyue, exponiendo así los delitos de Chu Hongfei.

## Reparto

### Personajes principales
| Actor      | Personaje          | N.º de episodios | Notas |
| ---------- | ------------------ | ---------------- | --- |
| Chen Xiao  | Jin Xiaotian (Sky) | -                | Es un oficial que trabaja en el Departamento de Policía de Narcóticos. Xiaotian parece ser un hombre frío, pero en realidad es una persona ambiciosa y apasionada por su trabajo, que posee muchas habilidades y con frecuencia utiliza métodos impredecibles para resolver crímenes. Cuando es enviado encubierto para seguir a Xinyue, pronto comienza a enamorarse de ella y protegerla de las personas que quieren hacerle daño. Dentro del equipo es conocido como el "Solucionador de Problemas". |
| Jing Tian  | Li Xinyue (Lily)   | -                | Es una trabajadora de cuello blanco, una mujer inteligente, valiente y tenaz, cuya misión es descubrir la verdad sobre la muerte de su padre ocurrida hace 20 años y demostrarle al mundo que él es el verdadero artista detrás de "Baobei". Dentro del equipo es conocida como la "Planificadora de rutas". |
| He Minghan | Chu Zhihan (Kevin) | -                | Es el hijo de Chu Hongfei, y un heredero de segunda generación que persigue sus sueños sin miedo. A pesar de provenir de una familia adinerada, Hongjie es un hombre humilde y está dispuesto a trabajar duro. Dentro del equipo es conocido como el "Líder". |
| Qin Shan   | Sheng Xia          | -                | Es una mujer brillante y llena de energía. Trabaja como una emisora de internet. Xia está enamorada de Chu Zhihan. Dentro del equipo es conocida como la "Guía". |

### Personajes secundarios
| Actor        | Personaje      | N.º de episodios | Notas |
| ------------ | -------------- | ---------------- | --- |
| Ding Yongdai | Lao Feng       | -                | Es el Capitán del Departamento de Policía de Narcóticos. Así como el maestro y mentor de Jin Xiaotian.                                                                                              |
| Liu Wei      | Mr. Ouyang     | -                | Es el peligroso líder de un escuadrón de tráfico de drogas. |
| Li Jing      | Hu Zhihui      | -                | Es uno de los subordinados de Mr. Ouyang. |
| Wang Ce      | Chu Hongfei    | -                | Es el padre de Chu Hongjie. Un pintor que se hizo famoso a través del dibujo "Baobei", creando su propia secta "Snow Mountain Painting", aunque en realidad él no es el verdadero pintor de Baobei. |
| Liu Yijun    | Li Qifeng      | -                | Es el padre de Li Xinyue y el verdadero artista de "Baobei". Era conocido de Chu Hongfei, quien se adjudicó su trabajo.                                                                             |
| Na Wei       | Mr. Zhao       | -                | Es el Jefe de una Empresa de préstamos y créditos. |
| Guan Xinjing | Ah Pei         | -                | Es el ayudante de Chu Zhihan. Dentro del equipo es conocido como el "Conductor". |
| Li Ying      | Chen Zhengqian | -                | Es la esposa de Chu Hongfei y madre de Chu Hongjie. |

## Episodios
La serie está conformada por 52 episodios, los cuales fueron emitidos todos los domingos a viernes de 19:35 a 21:15 (dos episodios), y todos los sábados de 19:35 a 20:10 (un episodio).

### Audiencia
En azul la audiencia más alta y en rojo la más baja, correspondientes a Zhejiang TV y Jiangsu TV.
| Ep. #    | Fecha de estreno    | Share            | Share                | Share            | Share            | Share            | Share                | Share            |
| Ep. #    | Fecha de estreno    | Zhejiang TV      | Zhejiang TV          | Zhejiang TV      |                  | Jiangsu TV       | Jiangsu TV           | Jiangsu TV       |
| Ep. #    | Fecha de estreno    | CSM55 Cities (%) | CSM55 Cities (%)     | CSM55 Cities (%) | CSM55 Cities (%) | CSM55 Cities (%) | CSM55 Cities (%)     | CSM55 Cities (%) |
| Ep. #    | Fecha de estreno    | Ratings          | Audiencia compartida | Ranking          |                  | Ratings          | Audiencia compartida | Ranking          |
| -------- | ------------------- | ---------------- | -------------------- | ---------------- | ---------------- | ---------------- | -------------------- | ---------------- |
| 1        | 20 de abril de 2019 | 0.696            | 2.652                | 5                | 0.756            | 2.900            | 4                    |                  |
| 2-3      | 21 de abril de 2019 | 0.741            | 2.745                | 5                | 0.723            | 2.681            | 5                    |                  |
| 4-5      | 22 de abril de 2019 | 0.753            | 2.904                | 7                | 0.778            | 3.006            | 6                    |                  |
| 6-7      | 23 de abril de 2019 | 0.851            | 3.260                | 4                | 0.831            | 3.189            | 6                    |                  |
| 8-9      | 23 de abril de 2019 | 0.900            | 3.420                | 5                | 0.943            | 3.589            | 3                    |                  |
| 10-11    | 25 de abril de 2019 | 0.926            | 3.616                | 4                | 0.902            | 3.480            | 6                    |                  |
| 12-13    | 26 de abril de 2019 | 1.007            | 3.692                | 1                | 0.969            | 3.576            | 2                    |                  |
| 14       | 27 de abril de 2019 | 0.930            | 3.296                | 3                | 0.970            | 3.445            | 2                    |                  |
| 15-16    | 28 de abril de 2019 | 1.008            | 3.647                | 2                | 0.890            | 3.128            | 4                    |                  |
| 17-18    | 29 de abril de 2019 | 0.949            | 3.555                | 6                | 0.997            | 3.743            | 3                    |                  |
| 19-20    | 30 de abril de 2019 | 0.983            | 3.700                | 5                | 0.921            | 3.468            | 8                    |                  |
| 21-22    | 1 de mayo de 2019   | 0.906            | 3.586                | 3                | 0.791            | 3.132            | 5                    |                  |
| 23-24    | 2 de mayo de 2019   | 0.964            | 3.877                | 3                | 0.826            | 3.325            | 5                    |                  |
| 25-26    | 3 de mayo de 2019   | 0.997            | 3.931                | 4                | 0.813            | 3.172            | 5                    |                  |
| 27       | 4 de mayo de 2019   | 0.900            | 3.306                | 5                | 0.933            | 3.452            | 4                    |                  |
| 28-29    | 5 de mayo de 2019   | 0.910            | 3.348                | 4                | 1.110            | 4.086            | 5                    |                  |
| 30-31    | 6 de mayo de 2019   | 0.964            | 3.541                | 4                | 1.019            | 3.742            | 3                    |                  |
| 32-33    | 7 de mayo de 2019   | 0.990            | 3.587                | 6                | 1.043            | 3.781            | 4                    |                  |
| 34-35    | 8 de mayo de 2019   | 1.005            | 3.809                | 7                | 1.034            | 3.921            | 6                    |                  |
| 36-37    | 9 de mayo de 2019   | 1.056            | 4.100                | 1                | 0.963            | 3.739            | 3                    |                  |
| 38-39    | 10 de mayo de 2019  | 0.994            | 3.926                | 4                | 1.011            | 3.933            | 3                    |                  |
| 40       | 11 de mayo de 2019  | 0.907            | 3.767                | 4                | 1.043            | 4.364            | 1                    |                  |
| 41-42    | 12 de mayo de 2019  | 1.000            | 3.779                | 4                | 1.113            | 4.209            | 1                    |                  |
| 43-44    | 13 de mayo de 2019  | 0.899            | 3.498                | 6                | 1.033            | 4.019            | 3                    |                  |
| 45-46    | 14 de mayo de 2019  | 1.036            | 3.956                | 4                | 1.121            | 4.288            | 2                    |                  |
| 47-48    | 15 de mayo de 2019  | 1.011            | 3.913                | 4                | 1.124            | 4.364            | 2                    |                  |
| 49-50    | 16 de mayo de 2019  | 1.214            | 4.761                | 1                | 1.020            | 4.002            | 3                    |                  |
| 51-52    | 17 de mayo de 2019  | 1.017            | 3.923                | 4                | 1.247            | 4.741            | 2                    |                  |
| Promedio | Promedio            | 0.947            | 3.611                |                  | 0.962            | 3.660            |                      |                  |

## Música
El OST de la serie está conformado por 11 canciones.
La música de inicio de la serie es "Love of a Journey" (旅行的爱情) interpretada por el cantante Samuel.
| No. | Artista (as) | Canción                           | Letra                 | Música                 | Notas          |
| --- | ------------ | --------------------------------- | --------------------- | ---------------------- | -------------- |
| 1   | Samuel       | "Love of a Journey" (旅行的爱情)  | Ma Tianle             | Zhang Ming y Ma Tianle | (tema inicial) |
| 2   | Liu Yuning   | "Pretense" (装模作样)             | Lan Youshi            | Lan Youshi             |                |
| 3   | Yisa Yu      | "Late Love" (迟爱)                | Xiao Siqi             | Chen Xueran            |                |
| 4   | Silence Wang | "Sun and Moon" (日月)             | Li Runqi              | Li Runqi               |                |
| 5   | Zhou Yanting | "Passing By" (路过)               | Xiao Siqi             | Chen Xueran            |                |
| 6   | Nicola Tsang | "Where Are You" (你在哪里)        | Nicola Tsang          | Nicola Tsang           |                |
| 7   | Mu Mu        | "Dream of a Journey" (旅行的梦想) | Tan Shui              | Hu Xiaoou              |                |
| 8   | Yangjin Lamu | "Xiang Bala" (香巴拉)             | Tan Shui              | Hu Xiaoou              |                |
| 9   | Mu Mu        | "Thought of You" (想起了你)       | Tan Shui              | Hu Xiaoou              |                |
| 10  | Peng Zhaxi   | "Wine Song" (酒歌)                | Tan Shui              | Hu Xiaoou              |                |
| 11  | Qin Shan     | "Touched" (心动)                  | Zhang Ying y Qin Shan | Luo Kun                |                |

## Producción
La serie también es conocida como "Love Journey". Es promociona como el primer "drama de viaje por carretera" en China.
La serie fue dirigida por Mao Weining y escrita por Wang Yanzhen, también contó con el productor ejecutivo Ge Haiyan.
El drama comenzó a filmarse en abril del 2018 y concluyó el rodaje en julio del mismo año. Las filmaciones se realizaron en varios lugares de China, como Wuyi, Suzhou, Shanghái, Dali y Shangri-La City.
Cuenta con la compañía de producción "Qixin Century Pictures", "Straw Bear Pictures" y "The Ministry of Public Security Shield Entertainment Center".

### Recepción
Desde su estreno el drama recibió críticas positivas, elogiando la capacidad del equipo de producción de unir a la perfección los diferentes géneros, proporcionando una trama bien organizada y un ritmo adecuado de la historia (que alterna entre ambientes tensos y relajados).
La serie fue elogiada por su tema único de mostrar el amor de los jóvenes modernos utilizando un tema de viaje por carretera.